# Choreutis montana
Choreutis montana là một loài bướm đêm thuộc họ Choreutidae. Nó được tìm thấy ở Trung Quốc (Qinghai), Kirghizia, Tajikistan và Kazakhstan.
Sải cánh dài 12–14 mm. 
Ấu trùng ăn Malus, Amelanchier và Ulmus pumila. They develop on the fruits of their host plant.